# Szwecja na Zimowych Igrzyskach Olimpijskich 1956
Szwecję na Zimowych Igrzyskach Olimpijskich 1956 reprezentowało 58 zawodników: 50 mężczyzn i osiem kobiet. Był to siódmy start reprezentacji Szwecji na zimowych igrzyskach olimpijskich.

## Zdobyte medale
| Medal  | Zawodnik                                                              | Dyscyplina            | Konkurencja                 | Rezultat    |
| ------ | --------------------------------------------------------------------- | --------------------- | --------------------------- | ----------- |
| Złoto  | Sixten Jernberg                                                       | Biegi narciarskie     | Bieg na 50 km mężczyzn      | 2:50:27,0 h |
| Złoto  | John Ericsson                                                         | Łyżwiarstwo szybkie   | bieg na 10 000 m mężczyzn   | 16:35,9 min |
| Srebro | Sixten Jernberg                                                       | Biegi narciarskie     | bieg na 15 km mężczyzn      | 50:14,0 min |
| Srebro | Sixten Jernberg                                                       | Biegi narciarskie     | bieg na 30 km mężczyzn      | 1:44:30,0 h |
| Srebro | Bengt Eriksson                                                        | Kombinacja norweska   | indywidualnie               | 437,400 pkt |
| Srebro | John Ericsson                                                         | Łyżwiarstwo szybkie   | bieg na 5000 m mężczyzn     | 7:56,7 min  |
| Brąz   | Lennart Larsson, Gunnar Samuelsson, Per-Erik Larsson, Sixten Jernberg | Biegi narciarskie     | sztafeta 4 × 10 km mężczyzn | 2:17:42,0 h |
| Brąz   | Sonja Edström                                                         | Biegi narciarskie     | bieg na 10 km kobiet        | 38:23,0 min |
| Brąz   | Irma Johansson, Anna-Lisa Eriksson, Sonja Edström                     | Biegi narciarskie     | sztafeta 3 × 5 km kobiet    | 1:09:48,0 h |
| Brąz   | Stig Sollander                                                        | Narciarstwo alpejskie | slalom specjalny mężczyzn   | 3:20,2 min  |

## SKład kadry

### Biegi narciarskie
Mężczyźni
| Zawodnik                                                           | Konkurencja        | czas      | Pozycja |
| ------------------------------------------------------------------ | ------------------ | --------- | ------- |
| Sixten Jernberg                                                    | Bieg na 15 km      | 50:14,0   | srebro  |
| Lennart Larsson                                                    | Bieg na 15 km      | 51:03,0   | 8.      |
| Per-Erik Larsson                                                   | Bieg na 15 km      | 51:44,0   | 12.     |
| Gunnar Samuelsson                                                  | Bieg na 15 km      | 52:39,0   | 15      |
| Sixten Jernberg                                                    | Bieg na 30 km      | 1:44:30,0 | srebro  |
| Per-Erik Larsson                                                   | Bieg na 30 km      | 1:45:51,0 | 7.      |
| Lennart Larsson                                                    | Bieg na 30 km      | 1:45:56,0 | 8.      |
| Gunnar Samuelsson                                                  | Bieg na 30 km      | 1:48:23,0 | 11.     |
| Sixten Jernberg                                                    | Bieg na 50 km      | 2:50:27,0 | złoto   |
| Sture Grahn                                                        | Bieg na 50 km      | 3:06:32,0 | 10.     |
| Arthur Olsson                                                      | Bieg na 50 km      | 3:10:03,0 | 11.     |
| Inge Limberg                                                       | Bieg na 50 km      | 3:10:19,0 | 12.     |
| Lennart Larsson Gunnar Samuelsson Per-Erik Larsson Sixten Jernberg | Sztafeta 4 × 10 km | 2:17:42,0 | brąz    |

Kobiety
| Zawodnik                                                  | Konkurencja       | czas      | Pozycja |
| --------------------------------------------------------- | ----------------- | --------- | ------- |
| Sonja Edström-Ruthström                                   | Bieg na 10 km     | 38:23,0   | brąz    |
| Irma Johansson                                            | 40:20,0           | 7.        |         |
| Anna-Lisa Eriksson                                        | 40:56,0           | 13.       |         |
| Barbro Martinsson                                         | 41:04,0           | 14.       |         |
| Irma Johansson Anna-Lisa Eriksson Sonja Edström-Ruthström | Sztafeta 3 × 5 km | 1:09:48,0 | brąz    |

### Bobsleje
Mężczyźni
| Osada | Zawodnik                                                      | Konkurencja | Ślizg 1 | Ślizg 2 | Ślizg 3              | Ślizg 4 | Łącznie                   | Pozycja                   |
| ----- | ------------------------------------------------------------- | ----------- | ------- | ------- | -------------------- | ------- | ------------------------- | ------------------------- |
| SWE-1 | Olle Axelson Tryggve Sundström                                | Dwójki      | 1:27,15 | 1:27,82 | 1:26,01              | 1:25,67 | 5:46,65                   | 17.                       |
| SWE-2 | Sven Erbs Walter Aronsson                                     | Dwójki      | 2:29,66 | 1:25,01 | nie ukończyli ślizgu | -       | Nie ukończyli konkurencji | Nie ukończyli konkurencji |
| SWE-2 | Kjell Holmström Sven Erbs Walter Aronsson Jan de Man Lapidoth | Czwórki     | 1:20,58 | 1:20,32 | 1:21,15              | 1:21,13 | 5:23,18                   | 13.                       |
| SWE-1 | Olle Axelson Ebbe Wallén Sune Skagerling Gunnar Åhs           | Czwórki     | 1:18,95 | 1:19,98 | 1:22,75              | 1:21,86 | 5:23,18                   | 16.                       |

### Hokej na lodzie
Reprezentacja mężczyzn
| - Lars-Åke Svensson - Yngwe Casslind - Bertz Zetterberg - Lars Björn - Åke Lassas - Bengt Larsson - Lars Malmberg - Holger Nurmela - Sven Johansson |  | - Sigurd Bröms - Hans Öberg - Ronald Pettersson - Nils Nilsson - Lars-Eric Lundvall - Hans Andersson-Tvilling - Stig Andersson-Tvilling - Stig Carlsson |

Reprezentacja Szwecji brała udział w rozgrywkach grupy C turnieju olimpijskiego, zajmując w niej drugie miejsce i awansując do rundy finałowej, w której zajęła 4. miejsce.

#### Runda pierwsza
Grupa C
| Drużyna    | M | Mecze | Mecze | Mecze | Bramki | Bramki | Bramki | Pkt |
| Drużyna    | M | W     | R     | P     | +      | -      | +/-    | Pkt |
| ---------- | - | ----- | ----- | ----- | ------ | ------ | ------ | --- |
| ZSRR       | 2 | 2     | 0     | 0     | 15     | 4      | +9     | 4   |
| Szwecja    | 2 | 1     | 0     | 1     | 7      | 10     | -3     | 2   |
| Szwajcaria | 2 | 0     | 0     | 2     | 8      | 16     | -8     | 0   |

Wyniki
| 27 stycznia 1956 | ZSRR | 5:1 | Szwecja | Olympic Ice Stadium |

| Godzina: 21:30 |  |  |  | Sędzia główny: Dwars Sędziowie liniowi: Lecompte |

| 28 stycznia 1956 | Szwecja | 6:5 | Szwajcaria | Olympic Ice Stadium |

| Godzina: 19:00 |  |  |  | Sędzia główny: Zarzycki Sędziowie liniowi: Lecompte |

#### Runda finałowa
| Drużyna           | M | Mecze | Mecze | Mecze | Bramki | Bramki | Bramki | Pkt | Uwagi |
| Drużyna           | M | W     | R     | P     | +      | -      | +/-    | Pkt | Uwagi |
| ----------------- | - | ----- | ----- | ----- | ------ | ------ | ------ | --- | ----- |
| ZSRR              | 5 | 5     | 0     | 0     | 25     | 5      | +20    | 10  |       |
| Stany Zjednoczone | 5 | 4     | 0     | 1     | 26     | 12     | +14    | 8   |       |
| Kanada            | 5 | 3     | 0     | 2     | 23     | 11     | +12    | 6   |       |
| Szwecja           | 5 | 2     | 1     | 3     | 10     | 17     | -7     | 3   |       |
| Czechosłowacja    | 5 | 1     | 0     | 4     | 20     | 30     | -10    | 2   |       |
| Niemcy            | 5 | 0     | 1     | 4     | 6      | 35     | -29    | 1   |       |

Wyniki
| 30 stycznia 1956 | ZSRR | 4:1 | Szwecja | Olympic Ice Stadium |

| Godzina: 19:00 |  |  |  | Sędzia główny: Adamec Sędziowie liniowi: Tencza |

| 31 stycznia 1956 | Szwecja | 5:0 | Czechosłowacja | Olympic Ice Stadium |

| Godzina: 15:00 |  |  |  | Sędzia główny: Lecompte Sędziowie liniowi: Starowijtow |

| 2 lutego 1956 | Stany Zjednoczone | 6:1 | Szwecja | Olympic Ice Stadium |

| Godzina: 19:30 |  |  |  | Sędzia główny: Hauser Sędziowie liniowi: Bernhard |

| 3 lutego 1956 | Kanada | 6:2 | Szwecja | Olympic Ice Stadium |

| Godzina: 11:00 |  |  |  | Sędzia główny: Dwars Sędziowie liniowi: Adamec |

| 4 lutego 1956 | Szwecja | 1:1 | Niemcy | Olympic Ice Stadium |

| Godzina: 15:00 |  |  |  | Sędzia główny: Starowojtow Sędziowie liniowi: Kanunnik |

### Kombinacja norweska
Mężczyźni
| Zawodnik       | Konkurencja   | Bieg narciarski | Bieg narciarski | Bieg narciarski | Skoki narciarskie | Skoki narciarskie | Skoki narciarskie | Skoki narciarskie | Skoki narciarskie | Łącznie | Pozycja |
| Zawodnik       | Konkurencja   | Czas biegu      | Pozycja         | Punkty          | Skok 1            | Skok 2            | Punkty            | Pozycja           |                   | Łącznie | Pozycja |
| -------------- | ------------- | --------------- | --------------- | --------------- | ----------------- | ----------------- | ----------------- | ----------------- | ----------------- | ------- | ------- |
| Bengt Eriksson | Indywidualnie | 1:00:36,0       | 15.             | 223,400         | 72,5              | 72,5              | 68,0              | 214,00            | 3.                | 437,400 | srebro  |

### Łyżwiarstwo figurowe
| Zawodnik       | Konkurencja | Nota   | Pozycja |
| -------------- | ----------- | ------ | ------- |
| Ally Lundström | Solistki    | 136,34 | 19.     |

### Łyżwiarstwo szybkie
Mężczyźni
| Zawodnik         | Konkurencja   | Konkurencja   | Konkurencja    | Konkurencja    | Konkurencja    | Konkurencja    | Konkurencja      | Konkurencja      |
| Zawodnik         | Bieg na 500 m | Bieg na 500 m | Bieg na 1500 m | Bieg na 1500 m | Bieg na 5000 m | Bieg na 5000 m | Bieg na 10 000 m | Bieg na 10 000 m |
| Zawodnik         | Czas          | Miejsce       | Czas           | Miejsce        | Czas           | Miejsce        | Czas             | Miejsce          |
| ---------------- | ------------- | ------------- | -------------- | -------------- | -------------- | -------------- | ---------------- | ---------------- |
| Bengt Malmsten   | 41,9          | 7.            | 2:14,6         | 17.            |                |                |                  |                  |
| Bertil Eng       | 42,6          | 15.           | 2:13,1         | 11.            |                |                |                  |                  |
| Sigvard Ericsson | 44,2          | 37.           | 2:11,0         | 6.             | 7:56,7         | srebro         | 16:35,9          | złoto            |
| Gunnar Ström     | 44,7          | 42.           | 2:15,6         | 22.            |                |                | 17:17,0          | 15.              |
| Olle Dahlberg    |               |               |                |                | 8:01,8         | 7.             | 17:01,3          | 8.               |
| Gunnar Sjölin    |               |               |                |                | 8:06,7         | 12.            |                  |                  |
| Sven Andersson   |               |               |                |                | 8:16,9         | 22.            | 17:13,5          | 13.              |

### Narciarstwo alpejskie
Mężczyźni
Zjazd
| Zawodnik       | Czas   | Miejsce |
| -------------- | ------ | ------- |
| Stig Sollander | 3:05,4 | 10.     |
| Lars Mattsson  | 3:50,4 | 32.     |

Slalom gigant
| Zawodnik       | Czas              | Pozycja           |
| -------------- | ----------------- | ----------------- |
| Stig Sollander | 3:17,1            | 16.               |
| Åke Nilsson    | 3:21,4            | 20.               |
| Olle Dalman    | 3:24,9            | 29.               |
| Hans Olofsson  | Zdyskwalifikowany | Zdyskwalifikowany |

Slalom specjalny
| Zawodnik       | Czas 1-go przejazdu | Czas 2-go przejazdu      | Łączny czas              | Pozycja                  |
| -------------- | ------------------- | ------------------------ | ------------------------ | ------------------------ |
| Stig Sollander | 1:29,2              | 1:51,0                   | 3:20,2                   | brąz                     |
| Åke Nilsson    | 1:39,8              | 1:57,5                   | 3:37,3                   | 14.                      |
| Olle Dalman    | 1:34,2              | 1:58,4                   | 3:37,6                   | 15.                      |
| Hans Olofsson  | Dyskwalifikacja     | Nie ukończył konkurencji | Nie ukończył konkurencji | Nie ukończył konkurencji |

Kobiety
Zjazd
| Zawodnik           | Czas   | Miejsce |
| ------------------ | ------ | ------- |
| Eivor Berglund     | 1:51,6 | 15.     |
| Ingrid Englund     | 1:51,8 | 18.     |
| Vivi-Anne Wassdahl | 2:08,0 | 42.     |

Slalom gigant
| Zawodniczka        | Czas   | Pozycja |
| ------------------ | ------ | ------- |
| Ingrid Englund     | 2:04,5 | 25.     |
| Eivor Berglund     | 2:04,9 | 26.     |
| Vivi-Anne Wassdahl | 2:06,4 | 31.     |

Slalom specjalny
| Zawodnik           | Czas 1-go przejazdu | Czas 2-go przejazdu       | Łączny czas               | Pozycja                   |
| ------------------ | ------------------- | ------------------------- | ------------------------- | ------------------------- |
| Vivi-Anne Wassdahl | 1:26,2              | 59,6                      | 1:30,8                    | 28.                       |
| Eivor Berglund     | Dyskwalifikacja     | Nie ukończyła konkurencji | Nie ukończyła konkurencji | Nie ukończyła konkurencji |
| Ingrid Englund     | Dyskwalifikacja     | Nie ukończyła konkurencji | Nie ukończyła konkurencji | Nie ukończyła konkurencji |

### Skoki narciarskie
Mężczyźni
| Skoczek         | Skok 1    | Skok 1 | Skok 2    | Skok 2 | Nota  | Pozycja |
| Skoczek         | odległość | Nota   | odległość | Nota   | Nota  | Pozycja |
| --------------- | --------- | ------ | --------- | ------ | ----- | ------- |
| Sven Pettersson | 81,0      | 109,5  | 81,5      | 110,5  | 220,0 | 5.      |
| Bror Östman     | 76,0      | 102,5  | 75,5      | 102,0  | 204,5 | 14.     |
| Holger Karlsson | 76,0      | 71,5   | 77,5      | 104,5  | 176,0 | 41.     |
| Erik Styf       | 76,0      | 102,5  | 75,0      | 65,5   | 169,0 | 44.     |